# Torre Montelungo

Torre Montelungo era una Torre Costiera del Salento; oggi non più esistente, era situata nel territorio di Gagliano del Capo, sulla falesia denominata Montelungo.
Edificata intorno al 1550 per volere di Carlo V, la torre aveva funzione difensiva contro le incursioni dei Saraceni; era la terzultima torre (scendendo verso sud) del versante adriatico e comunicava visivamente a nord con Torre del porto di Novaglie e a sud con la Torre Santa Maria di Leuca, anch'essa non più esistente.
La torre è menzionata in molti documenti e in tutta la cartografia dal XVII secolo in poi. In un documento conservato presso l'Archivio di Stato di Lecce viene riportata la cronaca di un attacco saraceno del 1591, sventato grazie allo sparo di colpi di cannone da Torre Montelungo. Una testimonianza di quello che doveva essere il suo aspetto è invece uno schizzo eseguito dallo storico Primaldo Coco agli inizi del XX secolo, quando il piano agibile era già diroccato; rimaneva integro invece il basamento circolare. Da questi elementi si può desumere che la torre fosse identica per costruzione alle costruzioni coeve presenti sulla costa adriatica.
In un momento non specificato, i ruderi della torre furono eliminati, probabilmente per lasciar spazio a un'abitazione privata; di conseguenza non ne rimane traccia alcuna.